# Arquidiócesis de Minsk-Maguilov
La arquidiócesis de Minsk-Maguilov o de Minsk-Mogilev (en latín: Archidioecesis Minscensis Latinorum-Mohiloviensis Latinorum, en bielorruso: Мінска-Магілёўская архідыяцэзія y en ruso: Минско-Могилёвский архидиоцез) es una circunscripción eclesiástica de la Iglesia católica en el Bielorrusia. Se trata de una arquidiócesis latina, sede metropolitana de la provincia eclesiástica de Minsk-Maguilov. Desde el 14 de septiembre de 2021 su arzobispo es Iosif Staneŭski.

## Territorio y organización

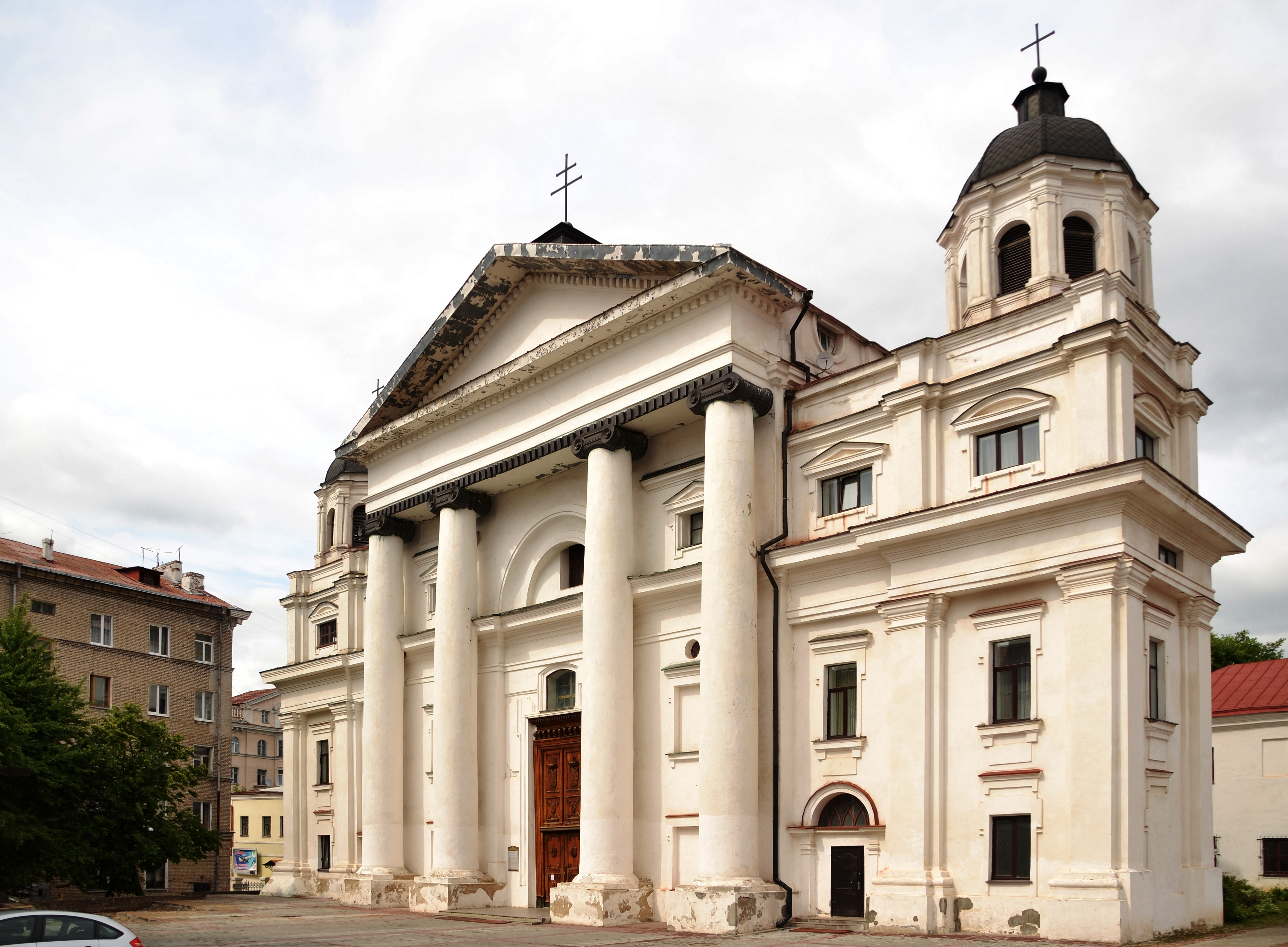
Concatedral de la Asunción de la Virgen y San Estanislao, en Maguilov

La arquidiócesis tiene 69 800 km² y extiende su jurisdicción sobre los fieles católicos de rito latino residentes en las óblast de Minsk y Maguilov y en la ciudad capital de Minsk.

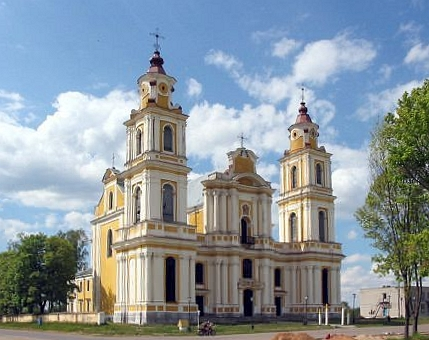
Basílica y santuario mariano de Nuestra Señora de la Asunción, en Budslaŭ

La sede de la arquidiócesis se encuentra en la ciudad de Minsk, en donde se halla la Catedral de la Santa Virgen María. En Maguilov (llamada Mohilev hasta 1991) se encuentra la Concatedral de la Asunción de la Virgen y San Estanislao y en Budslaŭ la basílica santuario de Nuestra Señora de la Asunción.
La arquidiócesis tiene como sufragáneas a las diócesis de: Grodno, Pinsk y Vítebsk.
En 2023 en la arquidiócesis existían 122 parroquias agrupadas en 11 decanatos: Bobruisk, Borisov, Volozhin, Vileika, Maguilov, Molodechno, Myadel, Nesvizh, Stolbtsovsky, Minsk-Oeste y Minsk-Este.

## Historia

### Arquidiócesis de Mogilev
En 1773 la primera partición de Polonia puso a cientos de miles de católicos bajo el dominio del Imperio ruso. Dado que ninguna de las antiguas sedes episcopales polacas recayó en Rusia en la primera partición, la emperatriz Catalina la Grande erigió en 1772 un obispado católico para todo el Imperio ruso con sede en Mogilev. Lo hizo sin solicitar el consentimiento previo de la Santa Sede y en 1782 lo elevó a arquidiócesis metropolitana de toda Rusia, sin nuevamente pedir su consentimiento al papa.
La arquidiócesis metropolitana de Mogilev fue erigida canónicamente el 15 de abril de 1783 por el papa Pío VI. La sede de facto de la arquidiócesis era la ciudad de San Petersburgo.
Con la llegada del régimen soviético la arquidiócesis fue aniquilada.

### Diócesis de Minsk
El zar Pablo I, por ucase del 28 de abril de 1798 estableció una nueva estructura de la Iglesia católica en Rusia: la provincia eclesiástica. Estaba compuesta por la arquidiócesis de Mogilev y cinco diócesis sufragáneas, una de las cuales era la de Minsk.
La misión diplomática encabezada por el futuro cardenal Lorenzo Litta el 27 de julio de 1798 confirmó el derecho metropolitano de la arquidiócesis de Mogilev en relación con todos los católicos de rito latino en el Imperio ruso, así como a sus sufragáneas, por lo que la diócesis de Minsk fue erigida canónicamente por Litta, legado apostólico, el 9 de agosto de 1798 y confirmada por el papa Pío VI el 16 de octubre de 1798.
La diócesis permaneció vacante durante el régimen comunista.

### Arquidiócesis de Minsk-Maguilov
Con el fin del régimen soviético y el nacimiento de la república independiente de Bielorrusia, la Santa Sede intervino para cambiar la estructura geoeclesiástica de la región. El 13 de abril de 1991 mediante la bula Ex quadam del papa Juan Pablo II, las sedes de Mogilev y Minsk fueron unidas con el nombre arquidiócesis de Minsk-Maguilov. Los límites de la nueva provincia metropolitana se hicieron coincidir con los de la recién nacida república.
Además, en la misma fecha, la arquidiócesis de Mogilev cedió las porciones de su territorio que estaban en la Federación de Rusia para la erección de las administraciones apostólicas de Moscú de los latinos (hoy arquidiócesis de la Madre de Dios en Moscú, mediante la bula Providi quae Decessores) y de Novosibirsk de los latinos (hoy diócesis de la Transfiguración en Novosibirsk, mediante la bula Iam pridem Decessor). Finalmente, los territorios ucranianos de la arquidiócesis también fueron cedidos para la erección de la diócesis de Zhitómir.
El 13 de octubre de 1999 la nueva arquidiócesis cedió otra parte de su territorio (la óblast de Vítebsk) para la erección de la diócesis de Vítebsk mediante la bula Ad aptius consulendum del papa Juan Pablo II.

## Estadísticas
Según el Anuario Pontificio 2024 la arquidiócesis tenía a fines de 2023 un total de 652 300 fieles bautizados.
| Año                                                                             | Población            | Población | Población      | Sacerdotes | Sacerdotes    | Sacerdotes    | Bautizados por sacerdote | Diáconos permanentes | Religiosos | Religiosos | Parroquias |
| Año                                                                             | Bautizados católicos | Total     | % de católicos | Total      | Clero secular | Clero regular | Bautizados por sacerdote | Diáconos permanentes | Varones    | Mujeres    | Parroquias |
| ------------------------------------------------------------------------------- | -------------------- | --------- | -------------- | ---------- | ------------- | ------------- | ------------------------ | -------------------- | ---------- | ---------- | ---------- |
| 1990                                                                            | 250 000              | 10 000    | 2.5            | 62         | 50            | 12            | 4032                     |                      | 12         |            | 162        |
| 1999                                                                            | 350 000              | 6 200 000 | 5.6            | 73         | 39            | 34            | 4794                     |                      | 54         | 90         | 132        |
| 2000                                                                            | 210 000              | 4 800 000 | 4.4            | 51         | 28            | 23            | 4117                     |                      | 42         | 52         | 79         |
| 2001                                                                            | 210 000              | 4 800 000 | 4.4            | 58         | 31            | 27            | 3620                     |                      | 41         | 68         | 79         |
| 2002                                                                            | 210 000              | 4 800 000 | 4.4            | 56         | 31            | 25            | 3750                     |                      | 35         | 54         | 84         |
| 2003                                                                            | 210 000              | 4 800 000 | 4.4            | 66         | 32            | 34            | 3181                     |                      | 44         | 60         | 84         |
| 2004                                                                            | 210 000              | 4 800 000 | 4.4            | 66         | 35            | 31            | 3181                     |                      | 43         | 65         | 89         |
| 2013                                                                            | 610 000              | 4 709 000 | 13.0           | 122        | 57            | 65            | 5000                     |                      | 76         | 69         | 222        |
| 2016                                                                            | 625 000              | 4 401 000 | 14.2           | 122        | 62            | 60            | 5122                     |                      | 77         | 68         | 222        |
| 2019                                                                            | 670 200              | 4 467 700 | 15.0           | 126        | 67            | 59            | 5319                     |                      | 79         | 73         | 122        |
| 2021                                                                            | 667 980              | 4 453 200 | 15.0           | 132        | 67            | 65            | 5060                     |                      | 82         | 62         | 122        |
| 2023                                                                            | 652 300              | 4 179 800 | 15.6           | 133        | 65            | 68            | 4904                     |                      | 83         | 60         | 122        |
| Fuente: Catholic-Hierarchy, que a su vez toma los datos del Anuario Pontificio. |                      |           |                |            |               |               |                          |                      |            |            |            |

## Episcopologio
- Kazimierz Świątek † (13 de abril de 1991-14 de junio de 2006 retirado)
- Tadeusz Kondrusiewicz (21 de septiembre de 2007-3 de enero de 2021 retirado)[nota 3]
- Iosif Staneŭski, desde el 14 de septiembre de 2021